# John Elmgren
John Elmgren (1904-1990) est un professeur de psychologie de l'université de Göteborg en Suède.
Il a présidé le Xe congrès international de psychotechnique qui a eu lieu à Göteborg du 24 au 28 juillet 1951.

## Publications
- Le problème fonctionnel de la mémoire, in Journal de psychologie, XXXIV, 1937, 712-722.
- Quelques notions sur la psychologie de la haine, in Theoria, II, 1937, p. 267-282.
- Gestalt Psychology, Göteborg Eländer, 1939.
- School and psychology, a report on the research work of the 1946 School Commission, Stockholm, 1952.
- Le test de Rorschach au point de vue constitutionnel, in L'année psychologique, 1949, volume 50, numéro  H-S, p. 593-602.
- Pierre Janets Psykologie, Stockholm, Universitets- kansiersâmbetet, 1967.